# United States Army Space and Missile Defense Command
Lo United States Army Space and Missile Defense Command/ Army Forces Strategic Command (SMDC/ARSTRAT)  è un comando dell'Esercito degli Stati Uniti, responsabile di tutte le sue unità di difesa spaziale. Il suo quartier generale è situato presso il Redstone Arsenal, in Alabama.

## Organizzazione
Al gennaio 2022 il comando controlla le seguenti unità:

### Operational Forces
- 1st Space Brigade
- 100th Missile Defense Brigade, Colorado Army National Guard
- NASA Astronaut Detachment

### Space and Missile Defense Center of Excellence
- Army Space Personnel Development Office
- Space and Missile Defense School
- Capability Development Integration Directorate
- Office of the Commandant
- Operations Directorate

### Technical Center
- Research and Technology
  - Space & Strategic Systems Directorate
  - Directed Energy Directorate
  - Research Directorate
- Engineering and Test
  - Systems Engineering Directorate
  - Test Directorate
- United States Army Kwajalein Atoll/Reagan Test Site (USAKA/RTS)
- Business Management Office